# Ernobius jaroslavli
Ernobius jaroslavli is een keversoort uit de familie klopkevers (Anobiidae). De wetenschappelijke naam van de soort is voor het eerst geldig gepubliceerd in 1977 door Logvinovskiy.